# Tupou Vaa'i

a Compétitions nationales et continentales officielles uniquement.

b Matchs officiels uniquement.
Dernière mise à jour le 20 août 2025.
Tupou Vaa'i, né le 27 janvier 2000 à Auckland (Nouvelle-Zélande), est un joueur international néo-zélandais de rugby à XV. Il évolue au poste de deuxième ligne avec les Chiefs en Super Rugby depuis 2020, et avec la province de Taranaki en NPC depuis 2018.

## Carrière

### En club
Tupou Vaa'i est né à Auckland, d'une famille d'origine tongienne. Il suit sa scolarité avec le réputé Wesley College dans sa ville natale, dont il devient le capitaine de l'équipe de rugby,. Il joue également avec les équipes jeunes des Chiefs lors des compétitions nationales.
Après sa scolarité, il part dans la région de Taranaki, où il joue avec le club des New Plymouth Old Boys dans le championnat amateur local. Il évolue également avec l'équipe des moins de 19 ans de la province de Taranaki dans le championnat provincial junior,.
Il est repéré par ses performances en junior, ce qui lui permet de faire partie de l'effectif senior de Taranaki pour disputer le National Provincial Championship (NPC) en 2018,. Il joue son premier match à l'âge de 18 ans contre Auckland le 22 septembre 2018. Il joue trois rencontres comme remplaçant lors de sa première saison.
Il est à nouveau retenu par Taranaki pour la saison 2019, disputant cette fois six rencontres (dont cinq titularisations), et s'imposant malgré son jeune âge comme cadre de son équipe. La même année, il s'entraine avec la franchise des Chiefs lors de leur pré-saison, et participe même à un match amical contre les Blues.
En juin 2020, alors qu'il est confiné avec sa famille à Auckland, il est appelé par les Chiefs afin de rejoindre leur effectif,. L'équipe, basée à Hamilton s'apprête alors à disputer le Super Rugby Aotearoa, et connait plusieurs joueurs blessés au poste de deuxième ligne. Il fait joue son premier match le 13 juin 2020 contre les Highlanders. Grâce à sa puissance physique et son activité, il devient rapidement un titulaire en deuxième ligne, et fait partie des révélations du championnat,. Il cette première saison réussie, il prolonge son contrat pour trois saisons supplémentaires, soit jusqu'en 2023.

### En équipe nationale
Tupou Vaa'i joue avec la sélection scolaire néo-zélandaise (en) en 2017.
Il est par la suite sélectionné avec l'équipe de Nouvelle-Zélande des moins de 20 ans pour participer au championnat du monde junior 2019 en Argentine,.
En septembre 2020, il est sélectionné pour la première fois avec les All Blacks par Ian Foster, afin de participer à la série de test-matchs contre l'Australie,. Il connait sa première cape le 11 octobre 2020, à l’occasion d’un match contre l'équipe d'Australie à Wellington. Il est titularisé pour la première fois la semaine suivante, toujours contre l'Australie, et réalise une performance louée par Ian Foster,.

## Palmarès

### En club
- Finaliste du Super Rugby Aotearoa en 2021 avec les Chiefs.
- Finaliste du Super Rugby en 2023, 2024 et 2025 avec les Chiefs.
- Vainqueur du NPC en 2023 avec Taranaki.

### En équipe nationale
- Vainqueur du Rugby Championship en 2020, 2021, 2022 et 2023 avec l'équipe de Nouvelle-Zélande.
- Finaliste de la Coupe du monde en Coupe du monde avec l'équipe de Nouvelle-Zélande.

## Statistiques
Au 20 août 2025, Tupou Vaa'i compte 41 capes en équipe de Nouvelle-Zélande, dont 20 en tant que titulaire et 5 essais inscrits soit (25 points), depuis le 11 octobre 2020 contre l'équipe d'Australie à Wellington.
Il participe à six éditions du Rugby Championship, en 2020, 2021, 2022, 2023, 2024 et 2025. Il dispute dix-huit rencontres dans cette compétition,. 